# Yngve Andersen
Yngve Andersen (Oslo, 6 giugno 1948) è un ex calciatore norvegese, di ruolo centrocampista.

## Carriera

### Club
Andersen vestì la maglia del Vålerengen. Con questa maglia, vinse la Coppa di Norvegia 1980.

### Nazionale
Disputò 2 partite per la Norvegia. Esordì il 29 marzo 1978, in occasione della sconfitta per 3-0 contro la Spagna.

## Palmarès

### Club

#### Competizioni nazionali
- Coppa di Norvegia: 1

Vålerengen: 1980